# Oxidoreductase
Oxidoreductasen zijn enzymen die biologische redoxprocessen katalyseren: stofwisselings-processen waarbij door elektronenoverdracht een van de atoomsoorten wordt geoxideerd en een andere atoomsoort gereduceerd. Oxidatie is het proces waarbij elektronen worden afgestaan en reductie is het proces waarbij elektronen worden opgenomen.
Tot de groep oxidoreductasen behoren de hydrogenasen, oxidasen, reductasen, transhydrogenasen en hydroxylasen.
Bij de mens (Homo sapiëns) zijn er ± 154 oxidoreductasen bekend (werkzaam in het menselijk lichaam).

## Classificatie
| EC-nummer | Functie                                                                                                 | Naam                                   | Homo sapiëns |
| --------- | --- | -------------------------------------- | ------------ |
| 1.1.1.1   | Alcohol + NAD+ {\displaystyle \rightleftharpoons } Aldehyde of keton + NADH + H+                        | Alcoholdehydrogenase (NAD+)            | Ja           |
| 1.1.1.2   | Alcohol + NADP+ {\displaystyle \rightleftharpoons } Aldehyde + NADPH + H+                               | Alcoholdehydrogenase (NADP+)           | Ja           |
| 1.1.1.3   | L-Homoserine + NAD(P)+ {\displaystyle \rightleftharpoons } L-aspartaat 4-semialdehyde + NAD(P)H + H+    | Homoserinedehydrogenase                |              |
| 1.1.1.4   | (R,R)-butaan-2,3-diol + NAD+ {\displaystyle \rightleftharpoons } (R)-Acetoïne + NADH + H+               | (R,R)-butaanedioldehydrogenase         |              |
| 1.1.1.5   | Acetoïne + NAD+ {\displaystyle \rightleftharpoons } Diacetyl + NADH + H+                                | Acetoïnedehydrogenase                  |              |
| 1.1.1.6   | Glycerol + NAD+ {\displaystyle \rightleftharpoons } Glycerone + NADH + H+                               | Glyceroldehydrogenase                  |              |
| 1.1.1.7   | Propaan-1,2-diol 1-fosfaat + NAD+ {\displaystyle \rightleftharpoons } Hydroxyaceton-fosfaat + NADH + H+ | Propaandiol-fosfaatdehydrogenase       |              |
| 1.1.1.8   | Tin-Glycerol 3-fosfaat + NAD+ {\displaystyle \rightleftharpoons } Glycerone fosfaat + NADH + H+         | Glycerol-3-fosfaatdehydrogenase (NAD+) | Ja           |
| 1.1.1.9   | Xylitol + NAD+ {\displaystyle \rightleftharpoons } D-xylulose + NADH + H+                               | D-xylulose reductase                   |              |
| 1.1.1.10  | Xylitol + NADP+ {\displaystyle \rightleftharpoons } L-xylulose + NADPH + H+                             | L-xylulose reductase                   | Ja           |
| 1.1.1.11  | D-arabitol + NAD+ {\displaystyle \rightleftharpoons } D-xylulose + NADH + H+                            | D-arabitol 4-dehydrogenase             |              |
| 1.1.1.12  | L-arabitol + NAD+ {\displaystyle \rightleftharpoons } L-xylulose + NADH + H+                            | L-arabitol 4-dehydrogenase             |              |
| 1.1.1.13  | L-arabitol + NAD+ {\displaystyle \rightleftharpoons } L-ribulose + NADH + H+                            | L-arabitol 2-dehydrogenase             |              |
| 1.1.1.14  | L-iditol + NAD+ {\displaystyle \rightleftharpoons } L-sorbose + NADH + H+                               | L-iditol 2-dehydrogenase               | Ja           |
| 1.1.1.15  | D-iditol + NAD+ {\displaystyle \rightleftharpoons } D-sorbose + NADH + H+                               | D-iditol 2-dehydrogenase               |              |
| 1.1.1.16  | Galactitol + NAD+ {\displaystyle \rightleftharpoons } D-tagatose + NADH + H+                            | Galactitol 2-dehydrogenase             |              |
| 1.1.1.17  | D-mannitol 1-fosfaat + NAD+ {\displaystyle \rightleftharpoons } D-fructose 6-fosfaat + NADH + H+        | D-Mannitol-1-fosfaat 5-dehydrogenase   |              |